# Amphidyromys pusillus
Espèce
Synonymes
- † Glirulus pusillus Heller, 1936

Amphidyromys pusillus est une espèce éteinte de rongeurs de la famille des Gliridae.

## Distribution et époque
Ce loir a été découvert en Allemagne, en France, en Hongrie, en Italie, en Pologne, aux Pays-Bas et en Roumanie. Il vivait à l'époque du Pliocène jusqu'au Pléistocène.

## Taxinomie
Cette espèce a été décrite pour la première fois en 1936 par le paléontologue allemand Florian Heller (de) (1905-1978). Elle a porté le nom de Glirulus pusillus.

## Publication originale
- (de) Heller, 1936 : « Eine oberpliozäne Wirbeltierfauna aus Rheinhessen ». Neues Jahrb. Miner. Geol. Paläont. Abt B., Beil. - Bd., vol. 76, p. 99-160 (consulté le 25 octobre 2013).